# 梁晓天
梁晓天（1923年7月28日—2009年9月29日 ），男，河南舞阳人，中国有机化学家，中国医学科学院药物研究所研究员。

## 生平
梁晓天生于河南舞阳。1946年毕业于国立中央大学化学工程系。1952年获美国西雅图华盛顿大学博士学位。1980年当选为中国科学院学部委员（院士）。